# Кръстю Аризанов
Кръстю Аризанов, известен като Светиврачки, е български революционер, войвода от Кресненско-Разложкото въстание.

## Биография
Кръстю Аризанов е роден в мелнишкото село Свети Врач, тогава в Османската империя, заради което носи прякора Светиврачки. Застава начело на чета, която заедно с тези на Стоян Карастоилов, Коста Кукето, Стою Торолинко, Георги Гаджала участва в големия отряд, който напада на 5 октомври 1878 година Кресненските ханове и дава начало на Кресненско-Разложкото въстание. Кръстю Светиврачки определен за член на въстаническия щаб, като четвърти войвода. В щаба заедно с другите войводи се опитва да примирява двамата чужденци, водачи на въстанието Луис Войткевич и Адам Калмиков. След убийството на Стоян Карастоилов и бягството на Калмиков, Кръстю Светиврачки се установява в Ощава с други войводи и продължава въстанието.